# Hippodrome de Frauenfeld
L'hippodrome de Frauenfeld se trouve à Frauenfeld en Suisse. Il accueille de nombreuses courses hippiques, toutes épreuves confondues (trot, plat, haies, steeple).
Il accueille trois réunions annuelles au printemps. Il comporte une piste en herbe de 1 500 mètres, corde à droite. L'épreuves phare de la saison est le Derby Suisse (plat).